# 菲奥雷利别墅圣法比盎圣万南修堂

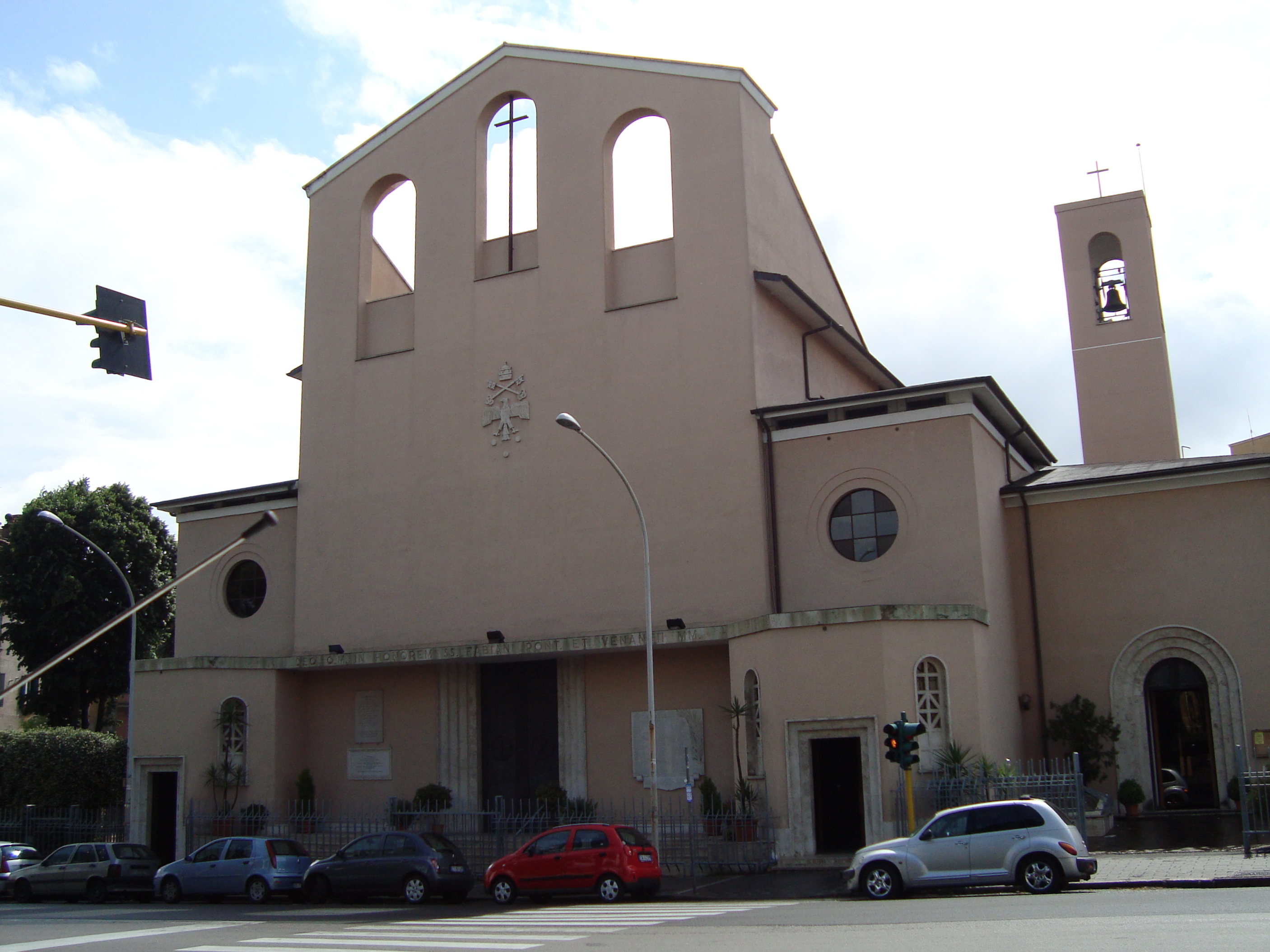

菲奥雷利别墅圣法比盎圣万南修堂（Chiesa dei Santi Fabiano e Venanzio a Villa Fiorelli）是一座天主教教堂，位于罗马图斯科拉诺区特尔尼路，菲奥雷利别墅广场。该堂供奉教宗法比盎和卡梅里诺的圣万南修。1936年，该堂成为卡梅里诺地区在罗马的地区教堂。
堂区由庇护十一世创建于1933年8月10日。教堂建于1936年，由建筑师克莱门特·布西里·维希设计，有三个通廊。内部有艺术品《基督祝福圣法比盎圣万南修》，还有被毁的chiesa dei Santi Venanzio e Ansovino教堂的艺术品。
庇护十二世于1943年8月13日访问该堂（第二次空袭罗马的日期），纪念这一事件的有两块石头，以及一个青铜门，装饰有空战标志，和本堂区受害者的名字。但是直到1959年11月5日，才由路易吉·特拉利亚蒙席正式祝圣。现任枢机为墨西哥籍的嘉禄·阿吉亚尔·雷特斯。

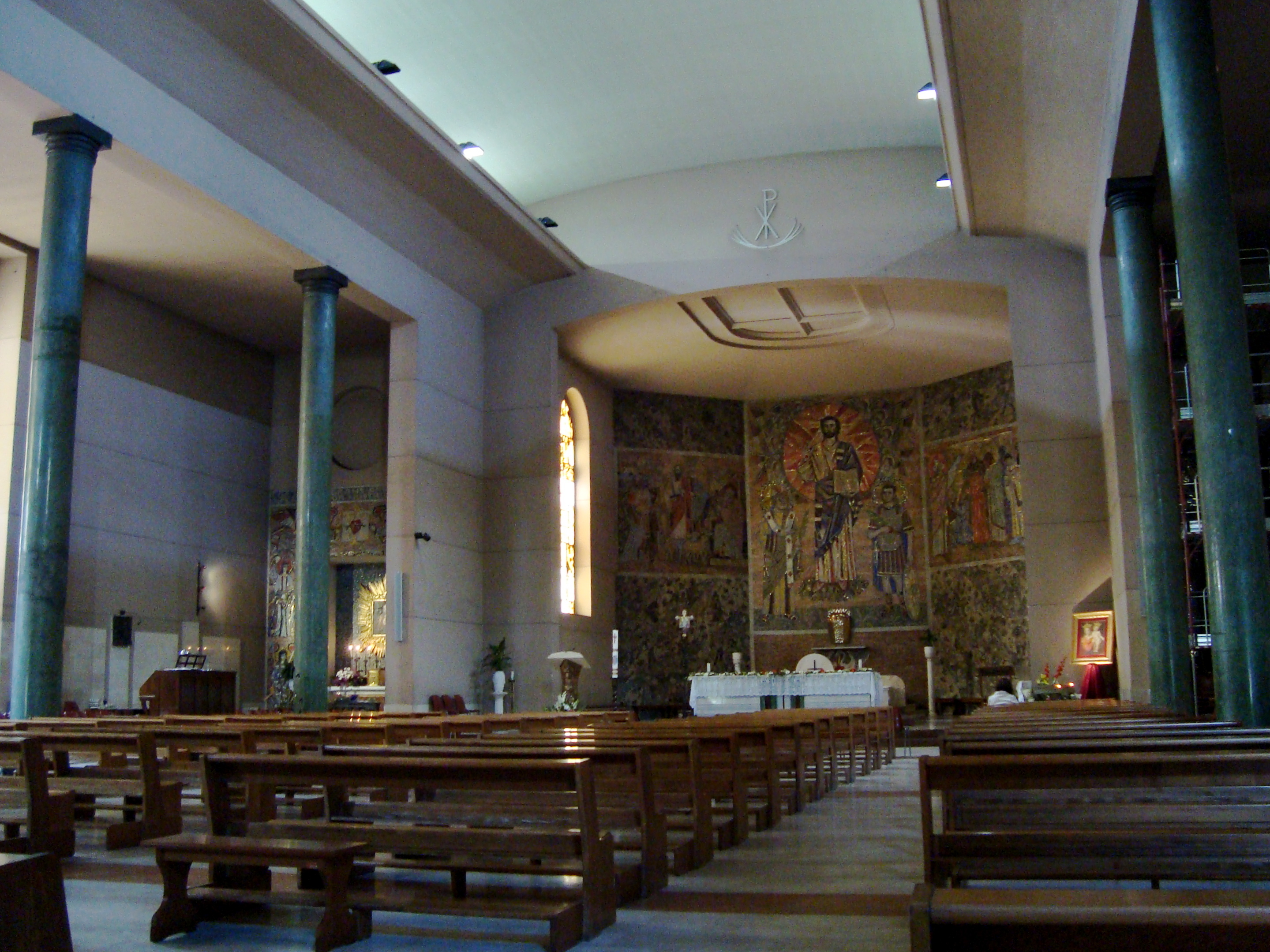
内部

曾服务于该堂的安德烈亚·桑托罗神父，于2006年2月5日在土耳其被杀。